# Horst Wegener (Physiker)
Horst Wegener (* 16. August 1926 in Altkloster, nach 1930 zu Buxtehude gehörend; † 25. Februar 2006) war ein deutscher Experimentalphysiker und ordentlicher Professor für Physik.

## Leben und Wirken
Horst Wegener, Sohn von Frida Wegener, geborene Klinger, und des Kaufmanns Hans Wegener, studierte Physik in Hamburg mit dem Abschluss 1951 und war Assistent an der Universität Hamburg und danach an der Universität Erlangen, wo er 1954 bei Rudolf Fleischmann mit einer Dissertation in experimenteller Festkörperphysik zum Thema  Quantitative Untersuchungen der Oberflächendiffusion von Kalium auf Quarz zum Dr. phil. nat. promoviert wurde und ab 1954 auch Assistent war. Im Jahr 1959 habilitierte er sich in Erlangen und begann seine Lehrtätigkeit als Privatdozent. Von 1959 bis 1961 war er am Oak Ridge National Laboratory in den USA wissenschaftlich tätig. 1961 wurde er außerordentlicher Professor, 1966 ordentlicher Professor für Physik in Erlangen bzw. Nürnberg. 1966/1967 war er ein weiteres Mal als Wissenschaftler in den USA. 1968/69 war er Dekan der Naturwissenschaftlichen Fakultät I. Im Jahr 1963 wurde er Ehrenbürger des Staates Tennessee. 1991 wurde er emeritiert.
Er befasste sich mit verschiedenen Gebieten der Kern- und Hochenergiephysik. Nach Entdeckung der Paritätsverletzung der schwachen Wechselwirkung Ende der 1950er Jahre befasste er sich mit deren experimentellen Konsequenzen. Von ihm stammt ein frühes Lehrbuch über den Mößbauer-Effekt, dem er sich bald nach seiner Entdeckung zuwandte. Das Buch war damals ein Standardwerk.
Im Jahr 1977 nahm er ein Forschungsfreisemester am DESY (Lena-Experiment am Speicherring Doris). Er lebte in Erlangen und war auch mit seiner Erlanger Gruppe in den 1980er Jahren an Experimenten am Speicherring Doris II beteiligt wie dem Argus-Detektor.
Horst Wegener war evangelisch, ab 1952 mit Heide-Barbara Wegener, geborene Prahl, verheiratet und hatte die drei Kinder Susanne, Jens und Dirk.

## Veröffentlichungen (Auswahl)
- Der Mößbauer-Effekt und seine Anwendungen in Physik und Chemie. BI Wissenschaftsverlag, Mannheim 1965.
- Physik für Hochschulanfänger. 3. Auflage. Vieweg-Teubner, Stuttgart 1991.